# Casa Salvador Mateus
A Casa Salvador Mateus, igualmente conhecida como Casa do Jogo da Bola, é um edifício histórico na cidade de Lagos, na região do Algarve, em Portugal. Foi alvo de grandes obras de restauro como parte da instalação do hotel Casa Mãe, inaugurado em 2017.

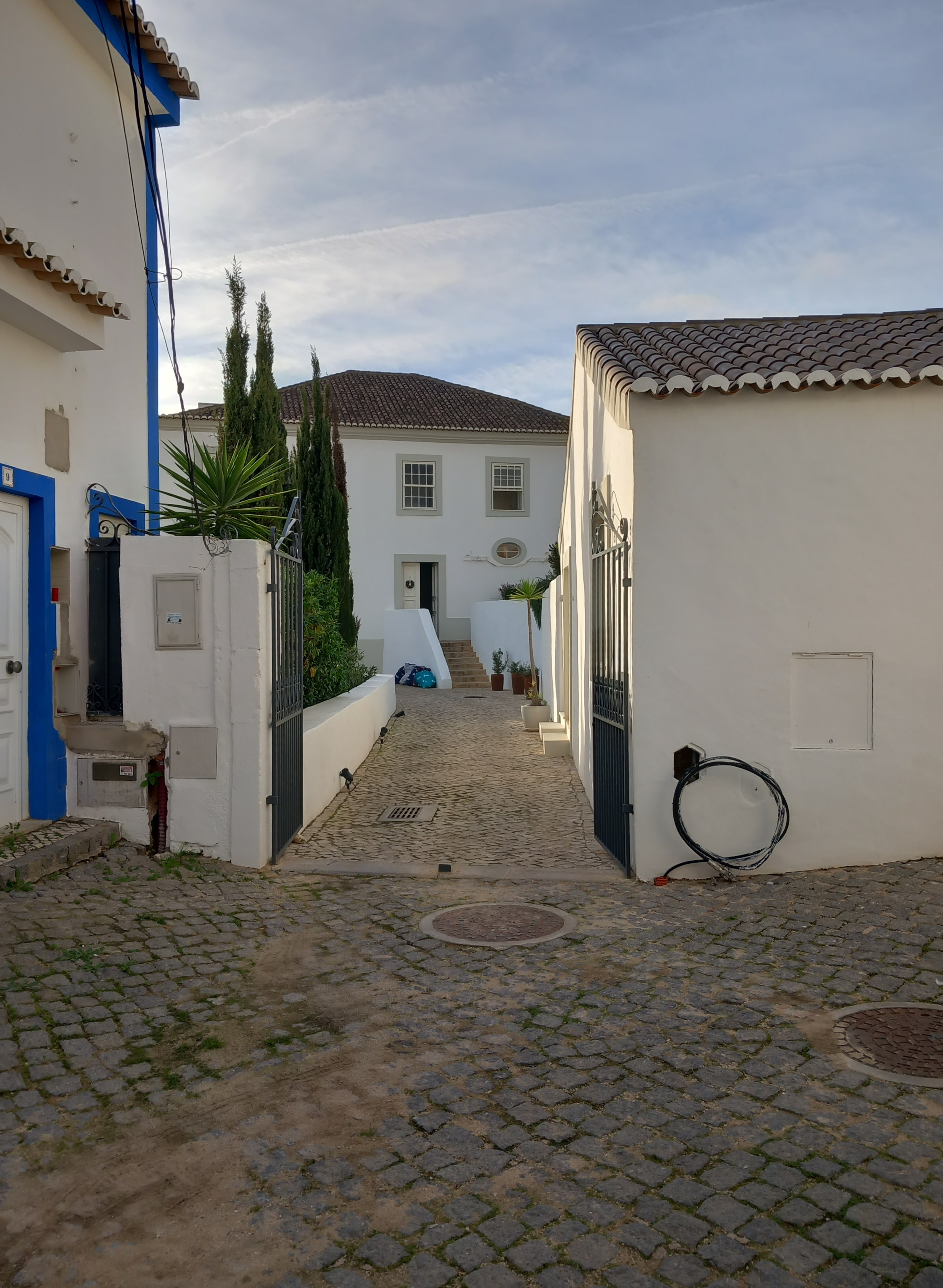
Entrada do antigo palacete, em Novembro de 2022.

## História e descrição
O imóvel situa-se no centro histórico de Lagos, junto às muralhas. Está integrado na Casa Mãe, uma unidade hoteleira da tipologia de boutique, que ocupa os antigos terrenos pertencentes ao solar. A casa em si era um solar, parte de um tipo de edifícios que surgiu em Lagos nos finais do século XIX, como parte da expansão da indústria e do comércio na cidade, sendo equiparada à Casa das Palmeiras, situada em frente à nova sede da Câmara Municipal de Lagos.
Além da casa antiga, onde foram instalados cinco quartos, o complexo do hotel inclui três cabanas-estúdio, uma piscina, um jardim e uma horta, e um prédio construído de raiz de dois pisos, com 22 quartos, sendo o piso térreo ocupado pelo restaurante e por uma loja. O restaurante é abastecido pela horta no local e por terrenos agrícolas situados nas imediações da cidade.
A casa foi construída no século XIX. Segundo o arquitecto Frederico Paula, constitui um exemplo de uma habitação ligada aos morgados, e foi construída após o Sismo de 1755, uma vez que utiliza um sistema de gaiola, utilizado em larga escala após aquela data, consistindo numa estrutura de madeira reforçada com ramos e fibras vegetais, no sentido de a tornar mais resistente aos terramotos. As janelas foram também organizadas originalmente na vertical, de forma a que as paredes fossem tão contínuas quanto possível.
Os terrenos agrícolas onde se encontra a casa foram de grande importância para o abastecimento dos habitantes de Lagos durante a Guerra Civil Portuguesa, na década de 1830, quando a cidade foi cercada, impedindo a entrada de alimentos. Estes terrenos faziam parte de um conjunto maior, que foi separado pela construção da muralha no século XVI, pelo que foi aberta uma porta para facilitar o acesso entre os dois lados. A partir da década de 1940, o solar passou a ser propriedade da família Mateus, tendo sido alvo de obras em meados do século, durante as quais foi ampliado e as janelas mudadas para uma orientação horizontal. Foi depois arrendado durante algum tempo, e posteriormente foi vendido à Câmara Municipal de Lagos.
Em 2014 a cidadã francesa Veronique Polaert comprou o solar e os terrenos, no sentido de a transformar num hotel, encontrando-se então a casa e os jardins em avançado estado de abandono. O empreendimento incluiu o restauro do antigo solar e dos seus jardins, e a construção de um novo prédio ao longo da Rua do Jogo da Bola. Durante as obras de reabilitação, procurou-se manter ao máximo a traça original do edifício, embora tenham sido abertas novas janelas e varandas. As obras custaram quase seis milhões de euros, dos quais cerca de metade foram financiados por fundos europeus. O hotel foi inaugurado em Agosto de 2016.